# Шелби, Исаак
Исаак Шелби (англ. Isaac Shelby; 11 декабря 1750 — 18 июля 1826) — американский политик, член законодательного собрания штатов Виргиния и Северная Каролина, 1-й и 5-й губернатор штата Кентукки. Являлся участником войны Данмора, войны за независимость США, а также англо-американской войны. На посту губернатора лично руководил милицейским отрядом Кентукки в битве на Темзе, за что был награждён Золотой медалью Конгресса. В дальнейшем именем Шелби были названы несколько городов и военных баз.

## Биография
Военная карьера Шелби началась со службы в качестве второго командующего в битве при Пойнт-Плезант, крупнейшем сражении войны Данмора. Позже, вместе с Джоном Севиром, возглавил экспедицию против британских войск, проведя отряд через горную систему Аппалачи в Северную Каролину. В 1780 году Шелби сыграл ключевую роль в разгроме англичан в битве при Кингс-Маунтин. За хорошую службу он был награждён церемониальным мечом и парой пистолетов, а также получил прозвище «Старик Кингс-Маунтин».
В 1783 году Шелби переехал в Кентукки, где ему принадлежала присуждённая за военную службу земля. Здесь он женился на Сюзанне Харт. У пары было семеро детей. Старшая дочь Сара стала женой врача Эфраима Макдауэлла, а младшая, Летиша — чиновника Чарльза Стюарта Тодда.
Шелби был сторонником отделения округа Кентукки от Виргинии в качестве независимого штата. В 1792 году коллегия выборщиков единогласно избрала Исаака Шелби губернатором Кентукки. На этом посту политик организовал защиту штата от нападения индейцев и организовал первое правительство. Также Шелби сумел убедить администрацию Вашингтона заключить договор с Испанией о свободной торговле на реке Миссисипи.
В конце своего губернаторского срока Шелби отошёл от общественной жизни, но вернулся к политической деятельности накануне англо-американской войны. В 1812 году он избирается на второй срок на пост губернатора штата. По приказу генерала Уильяма Генри Гаррисона, Исаак Шелби командовал войсками Кентукки в битве на реке Темзе. По окончании войны политик отклонил предложение президента Джеймса Монро заступить на пост военного министра. В 1818 году политик был уполномочен вести переговоры насчёт покупки Эндрю Джексоном земель у народа Чикасо. 
Исаак Шелби умер 18 июля 1826 года в своём имении в округе Линкольн, штат Кентукки.